# Mitsubishi Sigma
Der Mitsubishi Sigma ist ein von Oktober 1990 bis Oktober 1996 von Mitsubishi Motors gefertigtes Fahrzeug der oberen Mittelklasse. Es handelt sich um das Schwestermodell des Mitsubishi Magna. Ein sehr ähnliches Modell wurde in Nordamerika als Mitsubishi Diamante verkauft, wobei der Diamante in zwei Generationen bis 2005 angeboten wurde. Der Sigma ist dabei als Limousine ausgelegt, der Diamante als so genanntes Hardtop nach amerikanischem Verständnis – mit rahmenlosen Scheiben. Eine ähnliche Kombination gab es bereits vorher mit dem Galant E10 und dem Sapporo E16. Die Modelle Sigma und Diamante wurden parallel in Japan verkauft. In Nordamerika konnte man ausschließlich den Diamante erwerben, in Europa nur den Sigma. Der Mitsubishi Sapporo wurde zuvor schon in einigen Ländern wie den Vereinigten Staaten als Sigma verkauft.

## Sigma/Diamante (1990–1996)

### Geschichte
In Europa gab es den Sigma ab Dezember 1990 zunächst nur als Limousine mit zwei verschiedenen 3,0-Liter-V6-Motoren (6G72) – einem 12-Ventiler mit 130 kW (177 PS) mit einer oben liegenden Nockenwelle (SOHC) sowie einem 24-Ventiler mit 151 kW (205 PS) mit zwei obenliegenden Nockenwellen (DOHC). Die Höchstgeschwindigkeit beträgt etwa 230 km/h.
Ab Juni 1992 wurde auch eine aus Australien importierte 4,8 m lange Kombivariante angeboten. Sie war der erste offiziell in Deutschland angebotene Wagen von diesem Kontinent. Der Kombi wurde jedoch nur mit dem 3,0-Liter-V6 mit 12-Ventilen in einer auf 125 kW (170 PS) gedrosselten Variante angeboten. In der Topversion besaß der Sigma einige technische Finessen wie beispielsweise ein elektronisch verstellbares Fahrwerk und Allradlenkung. Ab 1995 wurde ein Laser-Abstandsregeltempomat angeboten (nur in Japan).
Der japanische Diamante hatte als Schwestermodell des Sigmas eine Reihe innovativer Systeme und war somit seiner Zeit voraus:
- eine fortgeschrittene Version der Traktionskontrolle (TCL)
- Allradlenkung
- semi-aktives Fahrwerk (Dynamic ECS)
- GPS-Navigationssystem mit Farbbildschirm auf der Mittelkonsole
- Head-up-Display;[4]
- Abstandsregeltempomat/Spurhalteassistent mit Lidar und Frontkamera (zuerst 1992 im Debonair);
- die weltweit erste Fünfstufenautomatik für Autos mit quer eingebauten Motoren und Getrieben, komplett mit INVECS-II-Software-Logik und manueller Schaltgasse

Derselbe Motor wurde unter anderem auch im Mitsubishi 3000 GT und im Schwestermodell Dodge Stealth verbaut. Zur Leistungssteigerung wurden zwei parallel geschaltete MHI TD04-9B- (USA und Japan) bzw. TD04-13G-Turbolader (Europa und Australien) eingesetzt. Die Leistungsausbeute betrug 210 kW (286 PS). In Nordamerika gab es in den Basisvarianten auch Saugmotoren.
In den sechs Jahren Bauzeit wurden in Deutschland 10.407 Exemplare zugelassen.

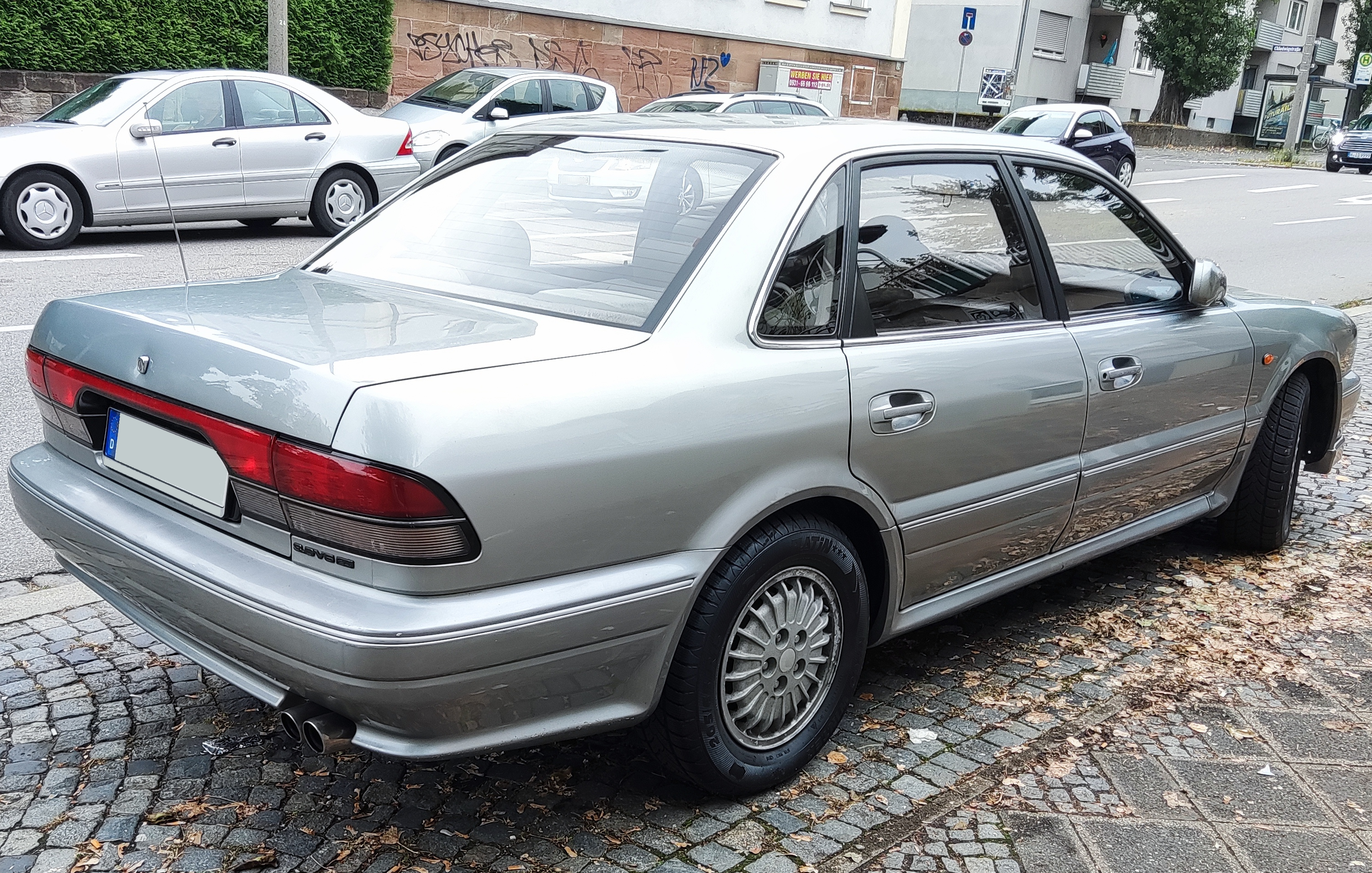
Heckansicht
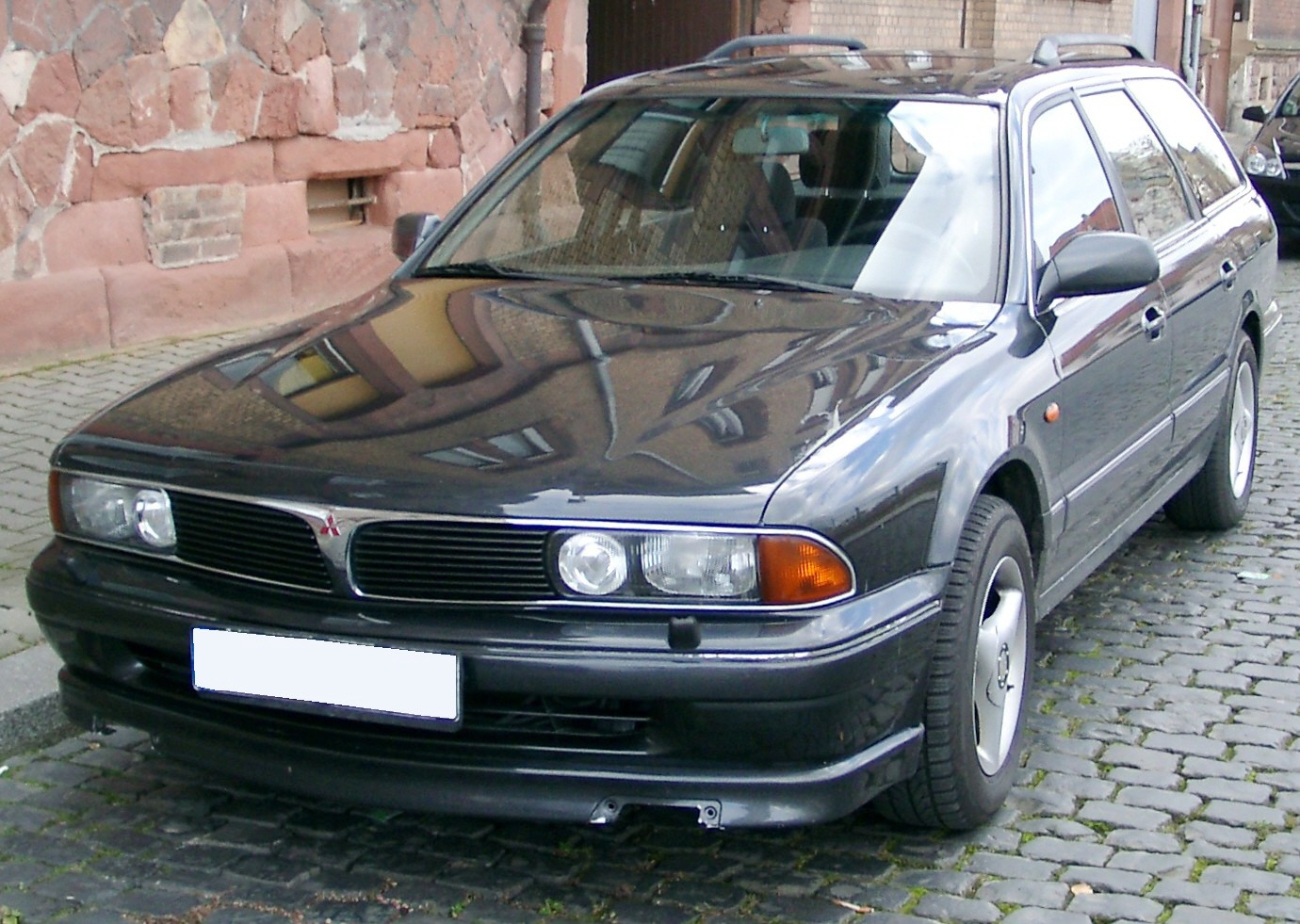
Mitsubishi Sigma Kombi (1992–1996)
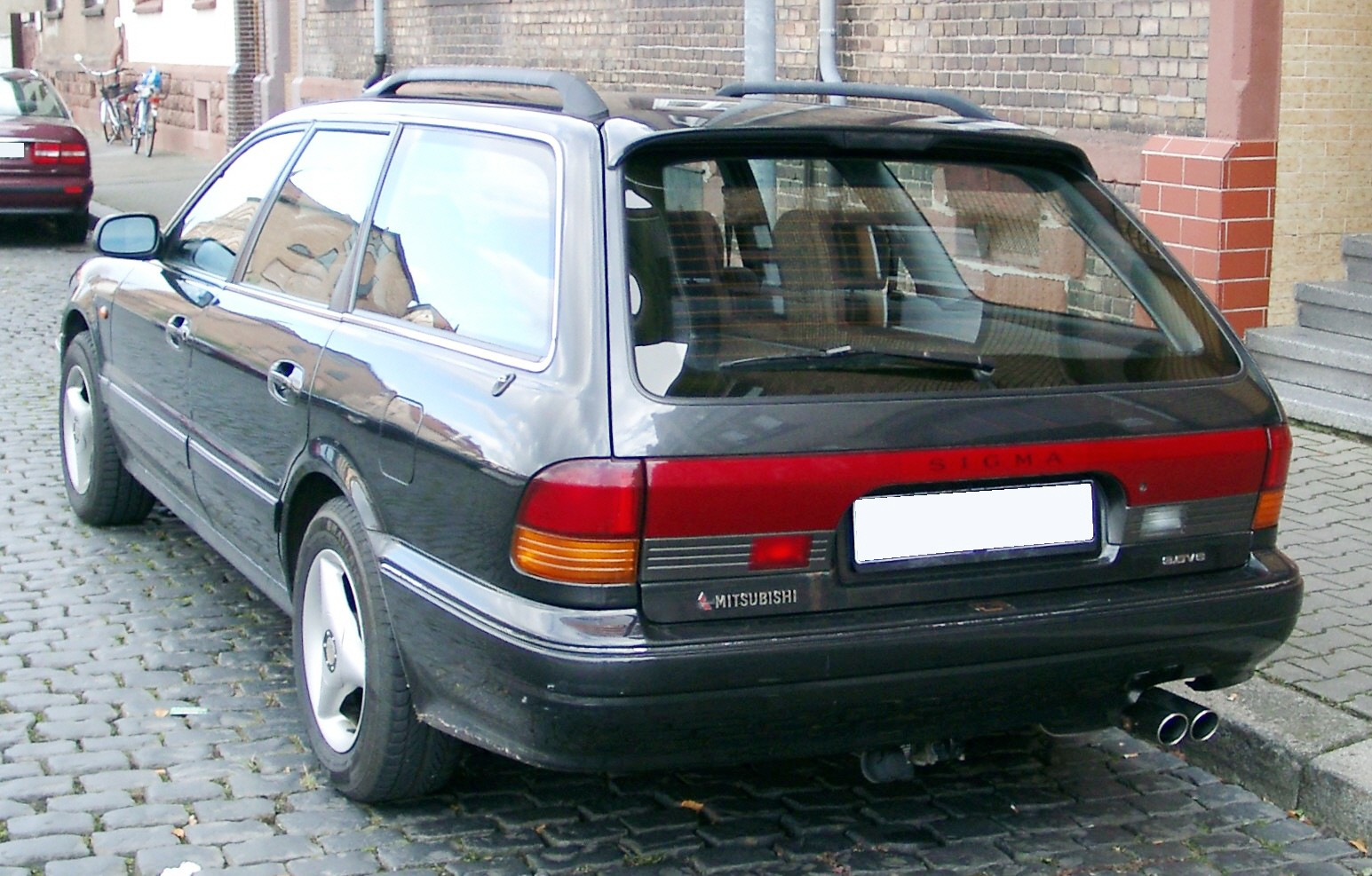
Heckansicht
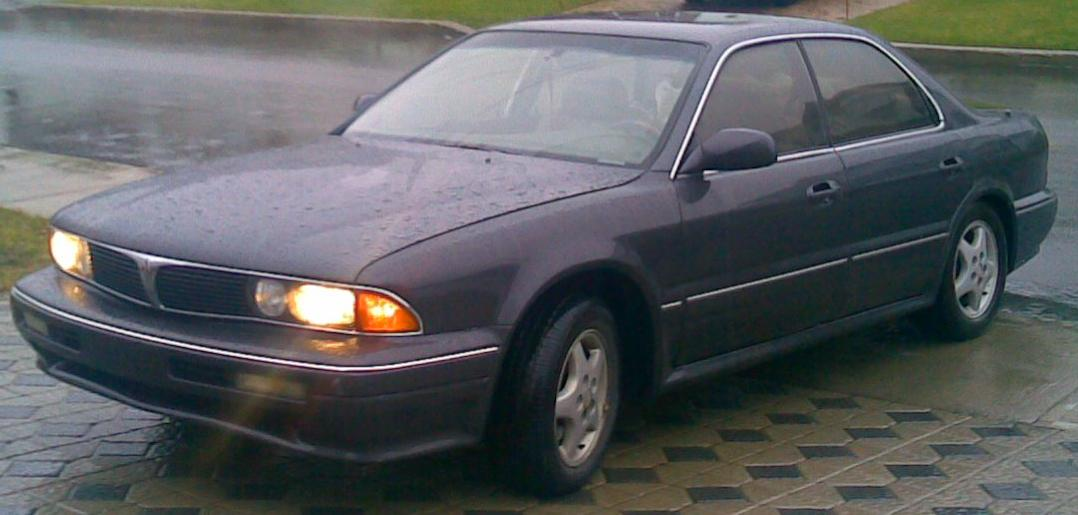
Mitsubishi Diamante
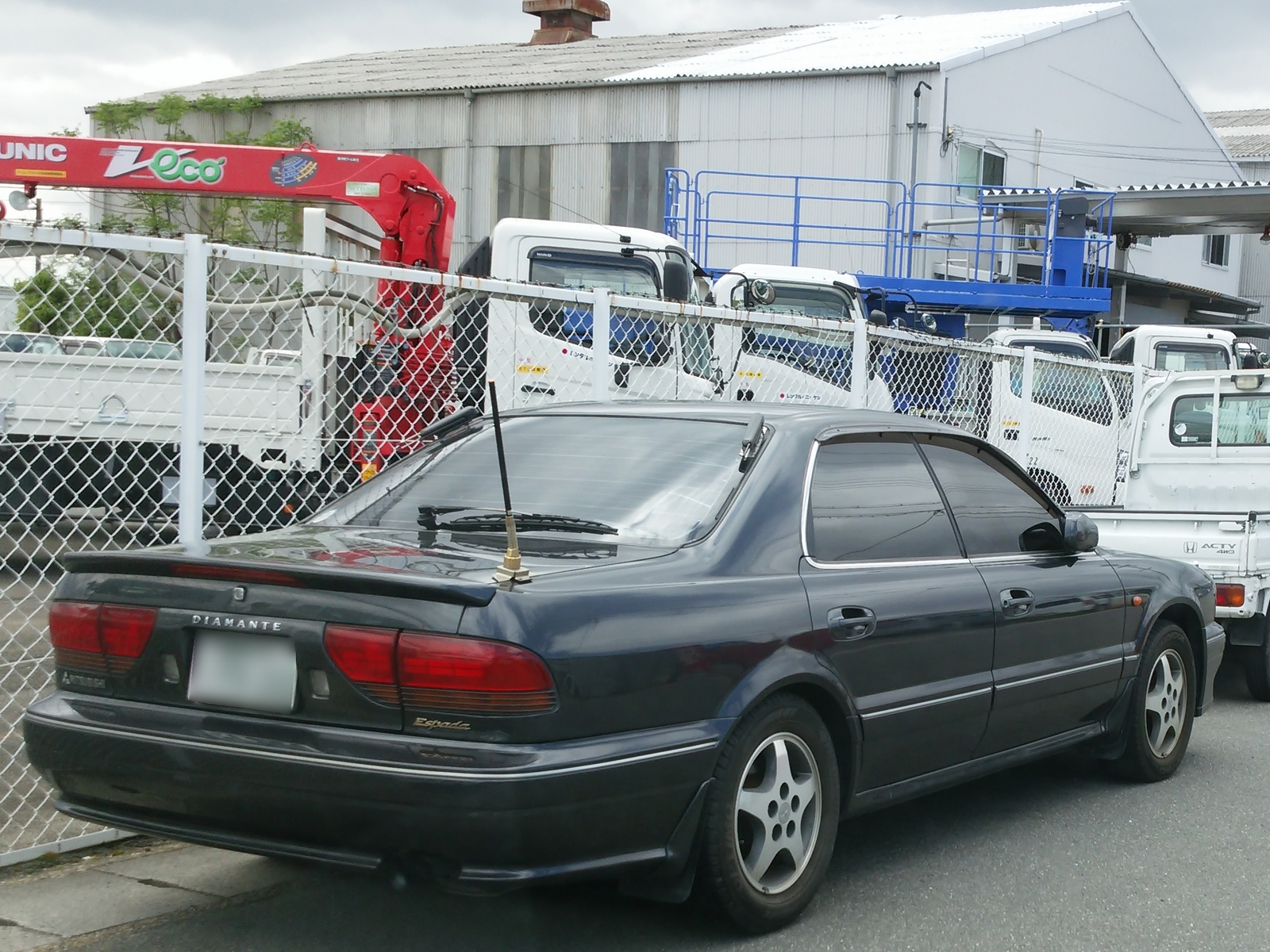
Heckansicht
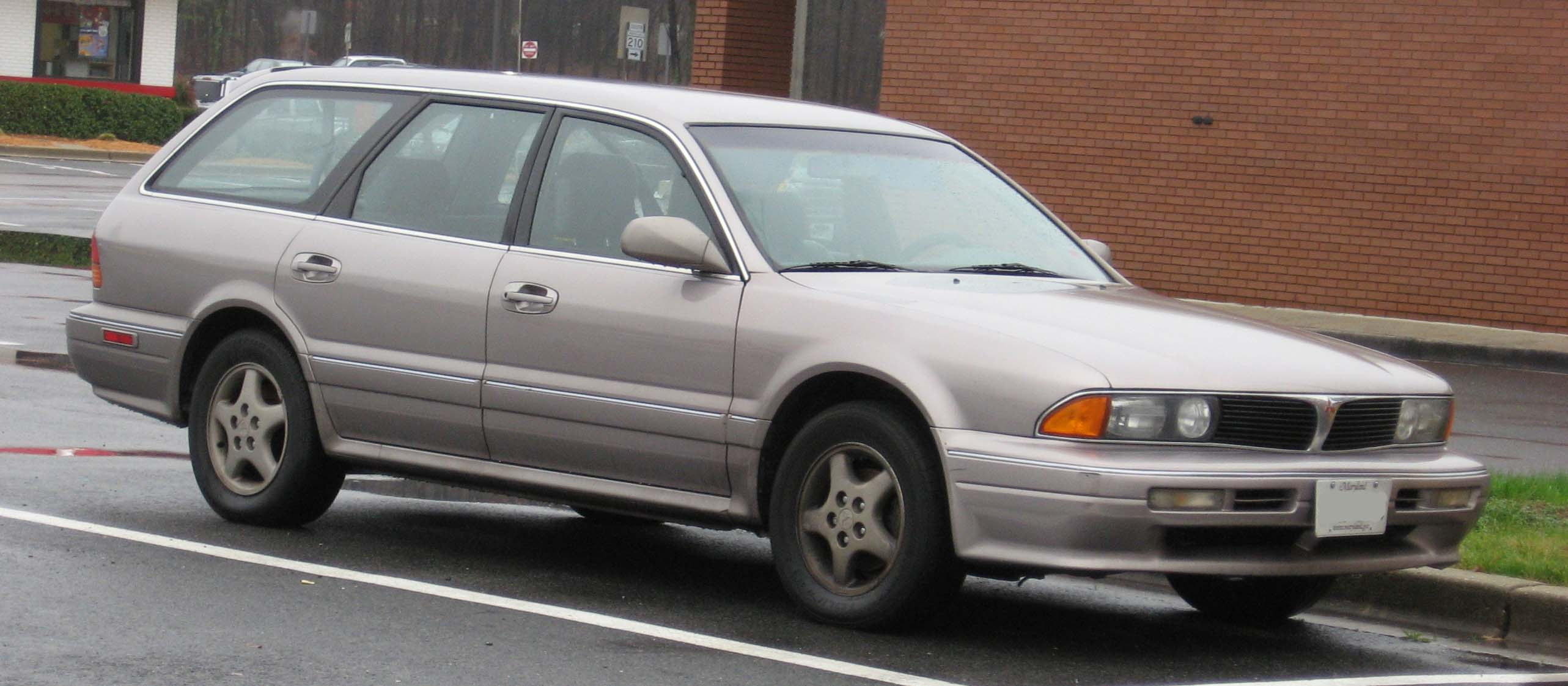
Mitsubishi Diamante Wagon

### Statistik
Nach dem Abschlussbericht des Bundesamtes für Wirtschaft und Ausfuhrkontrolle wurden 136 Mitsubishi Sigma zugunsten der Umweltprämie zwischen dem 27. Januar 2009 und dem 31. Juli 2010 verschrottet.
Zum Stichtag 1. Januar 2024 waren in Deutschland laut KBA noch 98 Mitsubishi Sigma angemeldet, davon 27 Sigma Kombis.

### Technische Daten (Sigma, 1990–1996)
|                                             | 3,0 SOHC                         | 3,0 SOHC                         | 3,0 DOHC                         |
| Bauzeitraum                                 | 1990–1996                        | 1992–1996                        | 1990–1996                        |
| Versionen                                   | Limousine                        | Kombi                            | Limousine                        |
| Motorkenndaten                              |                                  |                                  |                                  |
| Motortyp                                    | V6-Ottomotor                     | V6-Ottomotor                     | V6-Ottomotor                     |
| Anzahl Ventile pro Zylinder                 | 2                                | 2                                | 4                                |
| Ventilsteuerung                             | 2 × OHC, Zahnriemen              | 2 × OHC, Zahnriemen              | 2 × DOHC, Zahnriemen             |
| Gemischaufbereitung                         | Saugrohreinspritzung             | Saugrohreinspritzung             | Saugrohreinspritzung             |
| Motoraufladung                              | —                                | —                                | —                                |
| Kühlung                                     | Wasserkühlung                    | Wasserkühlung                    | Wasserkühlung                    |
| Bohrung × Hub                               | 91,1 mm × 76,0 mm                | 91,1 mm × 76,0 mm                | 91,1 mm × 76,0 mm                |
| Hubraum                                     | 2972 cm³                         | 2972 cm³                         | 2972 cm³                         |
| Verdichtungsverhältnis                      | 10,0:1                           | 10,0:1                           | 10,0:1                           |
| max. Leistung                               | 130 kW (177 PS) bei 5500/min     | 125 kW (170 PS) bei 5500/min     | 151 kW (205 PS) bei 6000/min     |
| max. Drehmoment                             | 251 Nm bei 3000/min              | 248 Nm bei 3000/min              | 270 Nm bei 3000/min              |
| Kraftübertragung                            |                                  |                                  |                                  |
| Antrieb                                     | Vorderradantrieb                 | Vorderradantrieb                 | Vorderradantrieb                 |
| Getriebe, serienmäßig                       | 5-Gang-Schaltgetriebe            | 5-Gang-Schaltgetriebe            | 5-Gang-Schaltgetriebe            |
| Getriebe, optional                          | 4-Stufen-Automatikgetriebe       | 4-Stufen-Automatikgetriebe       | 4-Stufen-Automatikgetriebe       |
| Messwerte                                   |                                  |                                  |                                  |
| Höchstgeschwindigkeit                       | 220 km/h mit Automatik: 215 km/h | 210 km/h mit Automatik: 205 km/h | 230 km/h mit Automatik: 225 km/h |
| Beschleunigung, 0–100 km/h                  | 9,0 s mit Automatik: 10,4 s      | 9,6 s mit Automatik: 10,7 s      | 8,1 s mit Automatik: 9,6 s       |
| Kraftstoffverbrauch auf 100 km (kombiniert) | 9,1 l S mit Automatik: 10,1 l S  | 9,5 l S mit Automatik: 9,7 l S   | 8,9 l S mit Automatik: 9,9 l S   |
| Gewichte                                    |                                  |                                  |                                  |
| Leergewicht                                 | 1420 kg für USA: 1555 kg         | 1575 kg für USA: 1635 kg         | 1475 kg für USA: 1635 kg         |
| zulässiges Gesamtgewicht                    | 2070 kg                          | 2130 kg                          | 2070 kg                          |

## Diamante (1995–2005)

### Geschichte
Die zweite Generation des Diamante wurde im Januar 1995 auf dem japanischen Markt eingeführt. Die Sigma-Variante wurde eingestellt und nicht für eine zweite Generation erneuert. Dieses Modell wurde in Europa nicht angeboten. 
Der in Australien gebaute Magna/Verada wurde ab Mitte 1996 produziert und bildete nun die Grundlage für alle Diamantes, die außerhalb Japans verkauft wurden. Vom Magna/Verada gab es auch weiterhin eine Kombiversion. Ende 1996 wurde der Diamante zum Modelljahr 1997 auch in den USA angeboten, allerdings nur noch als Limousine. 
Nach einem kleinen Facelift 2001 gab es ab 2002 in den USA die sportliche Version VR-X.
Ein weiteres Facelift folgte mit der Präsentation eines neuen Diamante auf der New York International Auto Show 2003, der das damals neue Corporate Design übernahm, wie es etwa auch der Lancer bereits hatte. Nach dem Jahr 2004 stellte Mitsubishi den Export des Diamante nach Nordamerika ein, da die Verkaufszahlen zurückgingen und die Wechselkurse ungünstig waren. Der 2004 auf dem US-Markt neu eingeführte Galant wurde größer, und der Diamante wurde durch die GTS-Ausstattung des Galant ersetzt.
2005 wurde die Produktion des Diamante in Japan eingestellt. In Australien und Neuseeland erhielt das Modell mit dem Mitsubishi 380 einen Nachfolger.

### Motoren und Technik
Die zweite Generation des Diamante war geringfügig größer als der Vorgänger. Mehrere Motorisierungen standen zur Auswahl: Der Basismotor war ein 2,5-Liter-V6 mit 163 PS (120 kW), gefolgt von einem 2,5-Liter-Motor mit 175 PS (129 kW) und einem 3,5-Liter-Motor mit 217 PS (160 kW). Das Topmodell in Japan war ein 3,0-Liter-V6 mit Mitsubishis variabler Nockenwellenverstellung (MIVEC), der 273 PS (201 kW) leistete. In den letzten Baujahren wurde die Diamante-Baureihe in Japan auf einen einzigen Motor reduziert, zunächst einen 3,0-Liter-GDI-V6 mit 244 PS (180 kW) und dann einen herkömmlichen 2,5-Liter-V6.

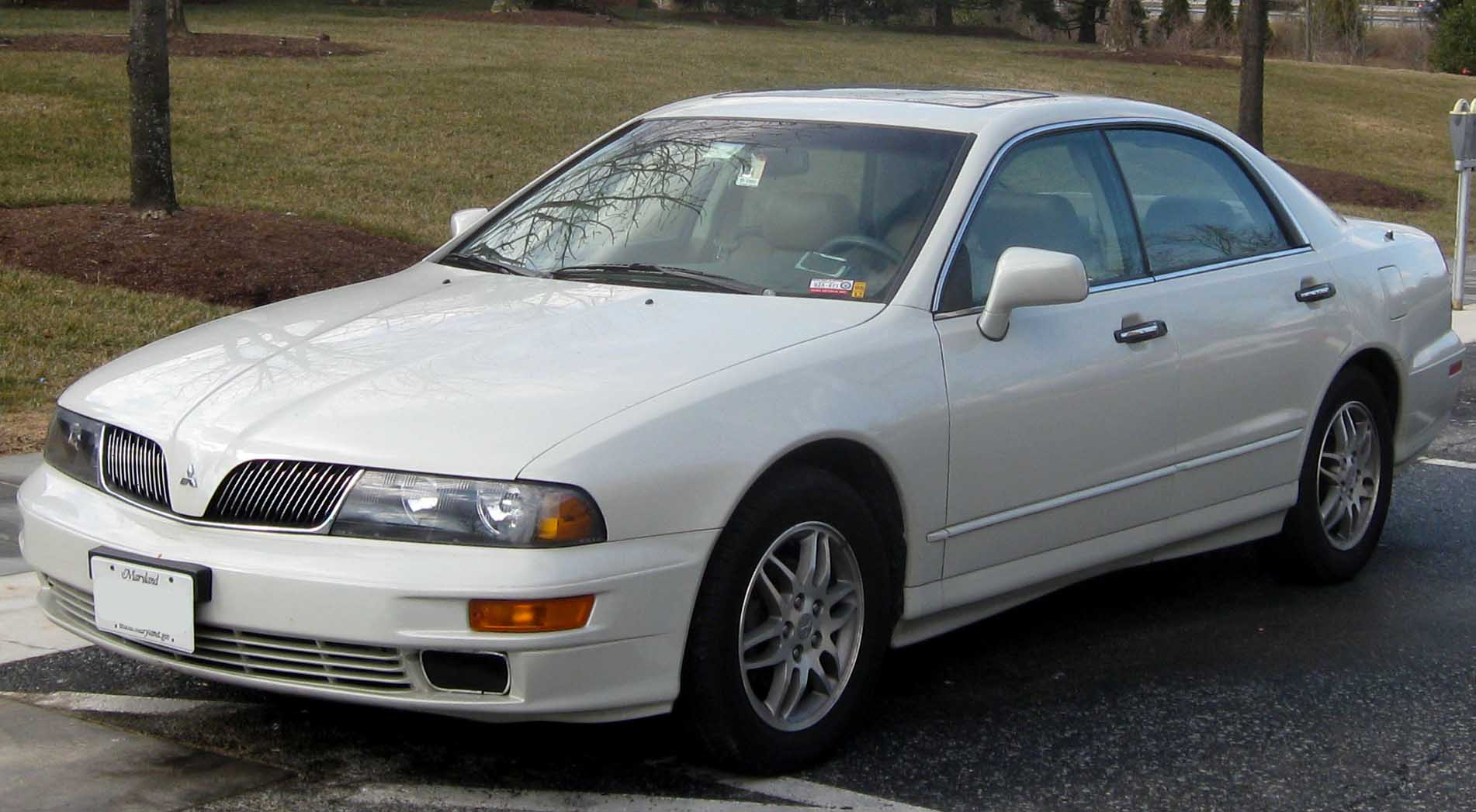
Mitsubishi Diamante (2002–2003)
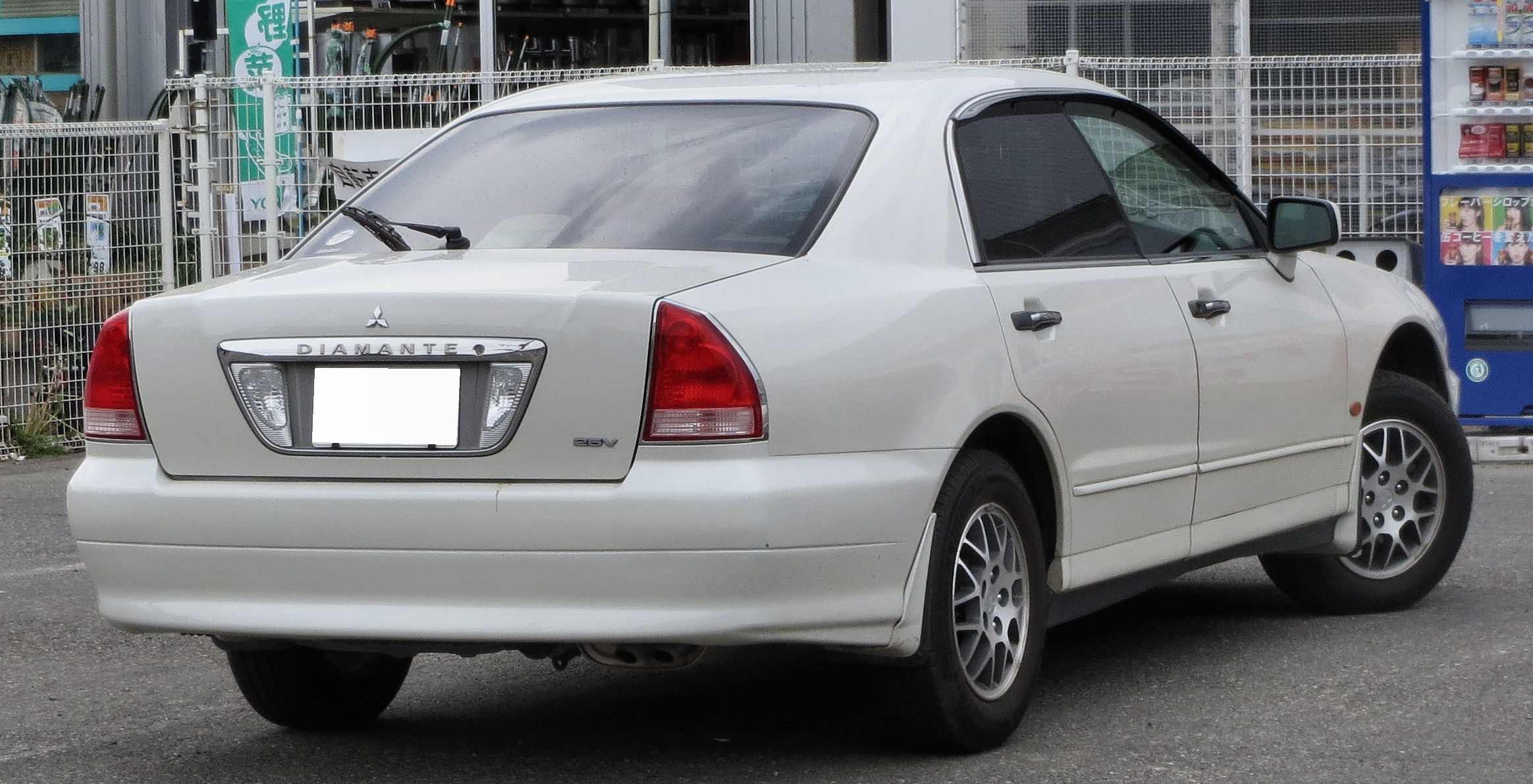
Heckansicht
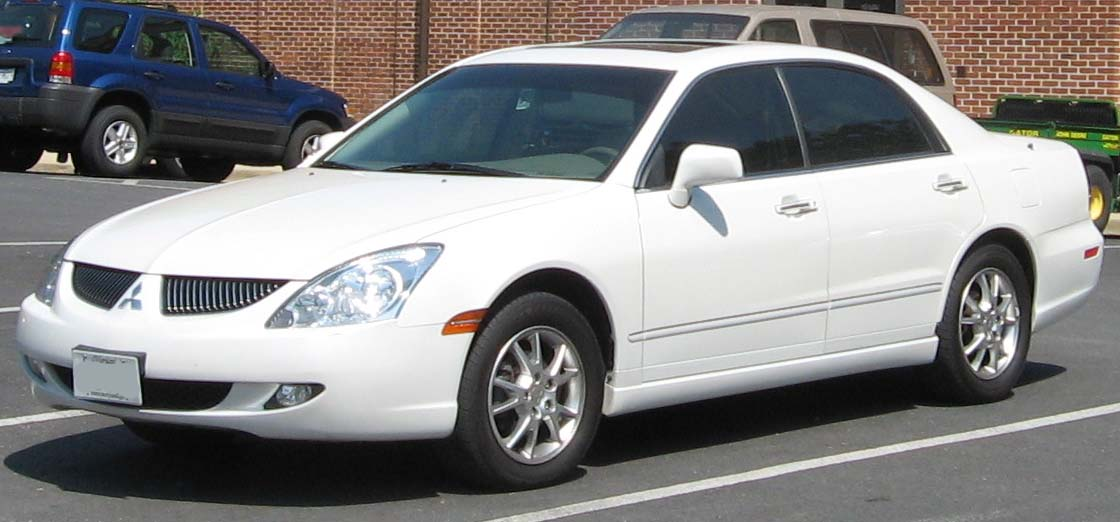
Mitsubishi Diamante (2004–2005)
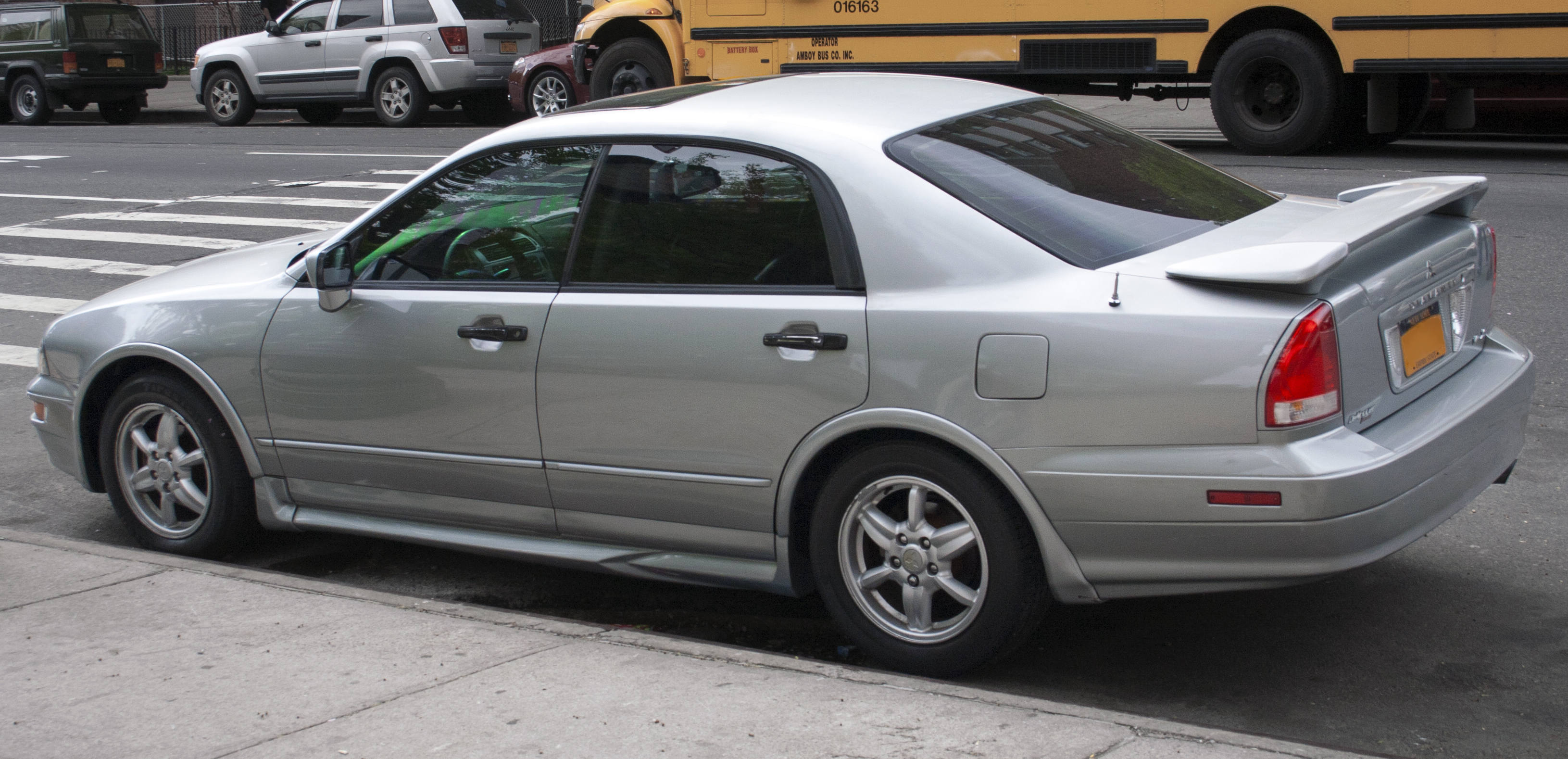
VR-X